# Charles Holmes
Sir Charles John Holmes, KCVO Kt (* 11. November 1868 in Preston, Lancashire; † 7. Dezember 1936 in London) war ein englischer Kunsthistoriker, Museumsdirektor und Künstler.

## Jugend und frühe Berufsjahre
Sohn des Pfarrers Charles Rivington Holmes, Neffe von Sir Richard Rivington Holmes, dem Bibliothekar der königlichen Bibliothek von Schloss Windsor. Erzogen an der St. Edmund’s School, Canterbury, ab 1883 am Eton College. Ab 1887 studierte Holmes als Stipendiat am Brasenose College, Oxford. Ab 1889 war er Mitarbeiter in verschiedenen Londoner Verlagsdruckereien, zunächst bei seinem Cousin Francis Rivington, dann bei der Ballantyne Press, schließlich bei John Cumming Nimmo. 1896–1903 war er Manager der Vale Press für Charles Ricketts und Charles Shannon. Daneben schrieb Holmes gemeinsam mit Roger Fry eine Kunstkolumne in der Zeitschrift Athenaeum. 1903 heiratete er seine Cousine, die Musikerin Florence Rivington.

## Akademische Laufbahn
Holmes war von 1904 bis 1910 Slade Professor of Fine Art an der Universität Oxford und 1904–09, zeitweise zusammen mit Robert Dell, Herausgeber des 1903 gegründeten Burlington Magazine. 1909 wurde er zum Direktor der National Portrait Gallery in London berufen, in der er eine Sammlung fotografischer Porträts anlegte. 1916 legte er dieses Amt nieder, um bis 1928 Direktor der Londoner National Gallery zu werden. Hier erwarb er sich Verdienste um die Erschließung der Sammlung für ein Laienpublikum; zudem ließ er eine Reihe von Bestandskatalogen erstellen.

## Als Künstler

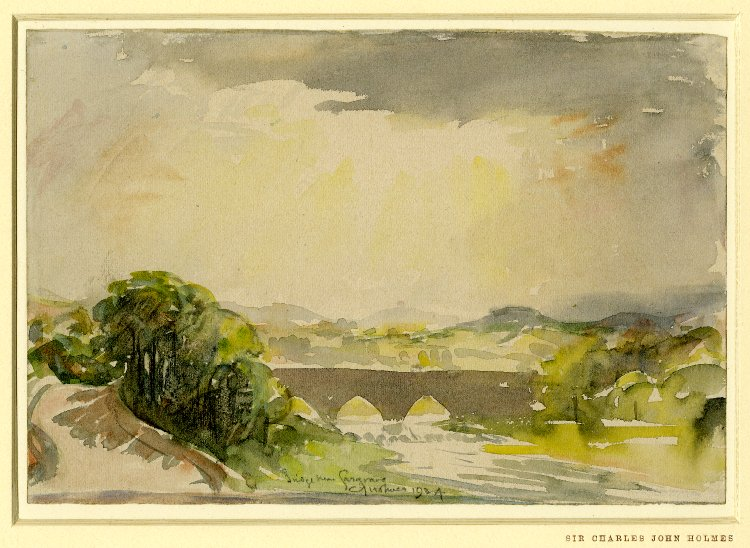
Bridge near Gargrave, Aquarell von Sir Charles Holmes, 1934

Holmes war als Maler und Zeichner Autodidakt. Ausgehend vom detaillierten Studium der Techniken alter Meister entwickelt er einen höchst individuellen Stil, wobei er sich an europäische wie ostasiatische Kunst anlehnte (er beschäftigte sich bereits frühzeitig mit der Kunst von Hiroshige und Hokusai). Später kam er unter den Einfluss von Ricketts und lernte das Radieren von William Strang.
Holmes wurde vor allem für Landschaften bekannt und malte mit Vorliebe karge Bergszenerien wie Red Ruin, Lucerne (1907; London, Tate Britain). Oft fand er seine Motive im nördlichen England. Sein Stil blieb relativ konstant, eine vereinfacht realistische Malweise, bei der er oft ein geometrisierendes Muster betont, das er einer stärker naturalistischen Behandlung des Himmels gegenüberstellte. Holmes war auch einer von wenigen Künstlern, die sich der Darstellung industriell dominierter Landschaften widmeten. So malte er eine Serie von Ansichten aus der Industriegegend um Blackburn und Preston für Samlesbury Hall (1928 bei Colnaghi's, London, ausgestellt).
Er stellte ab 1900 regelmäßig mit dem New English Art Club aus, dessen Mitglied er 1904 oder 1905 wurde; 1924 wurde er auch Associate (außerordentliches Mitglied), 1929 Mitglied und 1935 Vizepräsident der Royal Society of Painters in Watercolours. Zwischen 1912 und 1930 stellte er auch sechsmal bei der Biennale von Venedig aus. Die Fine Art Society hielt 1937 in London eine Gedächtnisausstellung ab.

## Ehrungen
1921 erhielt Holmes den Ritterschlag als Knight Bachelor, 1928 wurde er zum Knight Commander des Royal Victorian Order ernannt. Zudem empfing er Ehrendoktorwürden der Universitäten von Cambridge und Leeds und wurde 1931 Honorary Fellow des Brasenose College, Oxford.

## Schriften (Auswahl)
- Hokusai. 1899.
- Constable and His Influence on Landscape Painting. 1902.
- Notes on the Science of Picture-Making. 1909.
- Notes on the Post-Impressionist Painters, Grafton Galleries, 1910–11. 1910.
- Notes on the Art of Rembrandt. 1911.
- Leonardo da Vinci. 1919.
- mit C.H. Collins Baker: The Making of the National Gallery, 1824–1924. An historical sketch. 1924.
- A Grammar of the Arts. 1931.
- Self and Partners (Mostly Self). 1936 (Autobiografie).